# Janaesia
Janaesia là một chi bướm đêm thuộc họ Noctuidae.

## Các loài tiêu biểu
- Janaesia antarctica (Staudinger, 1899)
- Janaesia carnea (Druce, 1903)
- Janaesia exclusiva Angulo & Olivares, 1999
- Janaesia hibernans (Köhler, 1968)